# Visserijmuseum Costa Brava
Het Visserijmuseum Costa Brava (Museu de la Pesca) is een museum in de haven van Palamós aan de Costa Brava in Catalonië (Spanje).

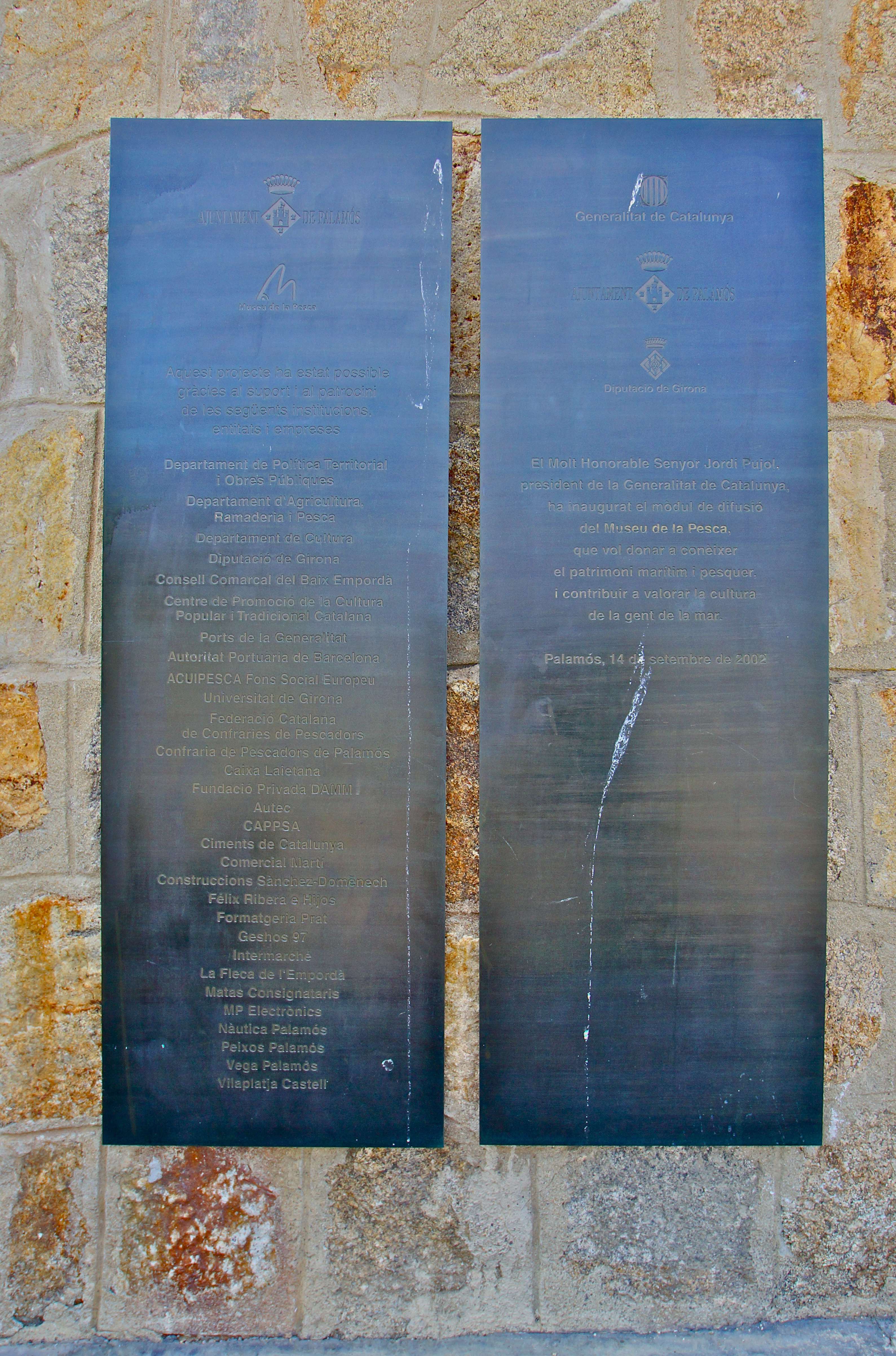
Bronzen herdenkingstafel bij de ingang

Het werd op 14 september 2002 door de toenmalige president Jordi Pujol i Soley plechtig geopend. Het bevindt zich in een gerestaureerd havenmagazijn vlak naast de nog steeds actieve vissershaven. De permanente tentoonstelling geeft een beeld van de evolutie van de visserijtechnieken vroeger en nu en wijdt ook een afdeling aan de duurzame visvangst in de toekomst, met een bijzondere aandacht voor de Gamba de Palamós (aristeus antennatus), een delicatesse die tot voor kort door overbevissing bedreigd was.
Het gebouw herbergt vijf projecten: de vissersvloot, l'Espai del Peix, het documentatiecentrum Documare, de leerstoel Maritieme studies van de Universiteit van Girona en de dienst voor toerisme van de stad Palamós. Bekend onder de naam “Tinglado” werd het gebouw in 1930 als magazijn voor de haven opgericht. Het had sterk te lijden onder de luchtaanvallen tijdens de Spaanse Burgeroorlog (1936-39). In 1999 sloot het stadsbestuur een akkoord met de administratie van de havens van de Generalitat, die eigenaar van het toen erg bouwvallige gebouw was.
De architecten Dani Freixes, Eulàlia González i Artur Arias ontwierpen een concept voor ombouw tot museum, dat in 2001 met de Nationale Designprijs bekroond werd. Het bezoek begint met een audiovisuele voorstelling, waarna de bezoeker een parcours over twee verdiepingen volgt waar zowel de visserij vroeger en nu, als de aanverwante beroepen (nettenknoper, zeilmaker, bewaringstechnieken, verkoop…) in vier talen (Catalaans, Castiliaans, Engels en Frans) aanschouwelijk voorgesteld worden.
Naast de vaste tentoonstelling organiseert het museum ook rondleidingen door de haven (te voet of per moderne vissersboot), een bezoek aan de vismijn of ook zeiltochten met de “Rafael” een gerestaureerde zeilboot uit 1915 en ook het tweejaarlijkse festival “Palamós Terra de Mar” met als thema's folklore, cultuur, gastronomie en (bouwkundig) erfgoed in een eeuwenoude havenstad.

## Erkenning
Het relatief jonge museum heeft al enkele belangrijke prijzen behaald: de Sea Heritage Best Communication Campaign 2010, de prijs voor toeristische uitmuntendheid van de Baix Empordà 2010, en in 2005 was het finalist voor de European Museum Forum of the Year Award.